# Maďaři na Ukrajině

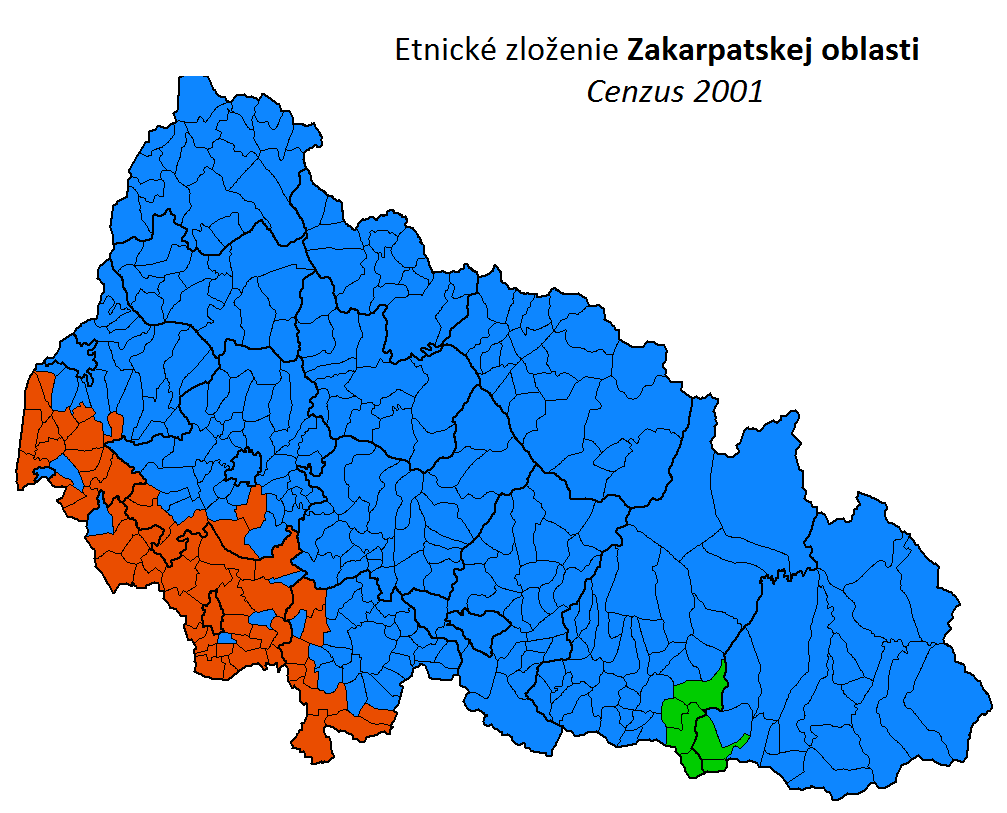
Etnické složení Zakarpatské oblasti v roce 2001.
Ukrajinci (většina)
Maďaři (většina)
Rumuni (většina)

Maďarská menšina na Ukrajině tvoří kompaktní osídlení v Zakarpatské oblasti u hranic s Maďarskem, která byla v minulosti součástí Uherského království.
Podle sčítání lidu v roce 2001 žilo na území Ukrajiny 156 600 Maďarů. Z toho 96,7 % (151 500) jich žije v Zakarpatské oblasti.
Převážná část zakarpatských Maďarů (62 %) žije na venkově, ve vesnicích Berehovského, Vynohradivského, Mukačevského a Užhorodského rajónu. Zbytek žije ve městech Berehovo (maď. Beregszász, 48 % obyvatelstva), Mukačevo (maď. Munkács, 9 %), Užhorod (maď. Ungvár, 7%) a Vynohradiv (maď. Nagyszőllős, 14 %). Dvě třetiny zakarpatských Maďarů vyznávají kalvinismus, zbytek jsou pravoslavní a římskokatolíci. Maďarský jazyk je dobře zachován. Jako svůj mateřský jazyk maďarštinu uvedlo 95,4 % zakarpatských Maďarů (144 500 osob), ukrajinštinu uvedlo jako svůj mateřský jazyk 3,4 % Maďarů (5 150 osob) a ruský jazyk 1,0 % (1 515 osob).

## Kultura a školství
V roce 1989 Maďaři na Ukrajině založili Podkarpatský kulturní spolek (maďarsky Karpátaljai Magyar Kulturális Szövetség) a zastoupení mají také v ukrajinském parlamentu. V Berehově sídlí maďarské divadlo a Maďarská pedagogická vysoká škola. Institut hungarologie a fakulta maďarské filologie se nachází v Užhorodě. Maďarsky vychází 6 titulů novin a deník Karpáti Kiadó. Maďarský obsah má 42 % vysílání v rozhlase a 15 % v televizi.

## Demografie
Data ze sčítání lidu 2001.
| Město                 | Populace | Počet  | V procentech |
| --------------------- | -------- | ------ | ------------ |
| Užhorod (Ungvár)      | 115 600  | 8000   | 6,9          |
| Berehovo (Beregszász) | 26 600   | 12 800 | 48,1         |
| Mukačevo (Munkács)    | 81 600   | 7000   | 8,5          |
| Chust (Huszt)         | 31 900   | 1700   | 5,4          |
| Čop (Csap)            | 8919     | 3496   | 39,2         |

| Rajón                                 | Populace | Počet etnických Maďarů | V procentech |
| ------------------------------------- | -------- | ---------------------- | ------------ |
| Berehovský (Beregszászi járás)        | 54 000   | 41 200                 | 76,1         |
| Velykoberezenský (Nagybereznai járás) | 28 200   | —                      | —            |
| Vynohradivský (Nagyszőlősi járás)     | 118 000  | 30 900                 | 26,2         |
| Volovecký (Volóci járás)              | 25 500   | —                      | —            |
| Iršavský (Ilosvai járás)              | 100 900  | 100                    | 0,1          |
| Mižhirský (Ökörmezői járás)           | 49 900   | —                      | —            |
| Mukačevský (Munkácsi járás)           | 101 400  | 12 900                 | 12,7         |
| Perečynský (Perecsenyi járás)         | 32 000   | —                      | —            |
| Rachivský (Rahói járás)               | 90 900   | 2900                   | 3,2          |
| Svaljavský (Szolyvai járás)           | 54 900   | 400                    | 0,7          |
| Ťačivský (Técsői járás)               | 171 900  | 5000                   | 2,9          |
| Užhorodský (Ungvári járás)            | 74 400   | 24 800                 | 33,4         |
| Chustský (Huszti járás)               | 96 900   | 3800                   | 3,9          |